# Beaver Hill
Beaver Hill az Amerikai Egyesült Államok északnyugati részén, Oregon állam Coos megyéjében, a U.S. Route 101 és az Oregon Route 42 közelében elhelyezkedő önkormányzat nélküli település.
A J. D. Spreckels Company 1894-ben megnyílt bányája körül kialakult település később a Southern Pacific Transportation Company tulajdonába került. 1896. január 11-én Beaver Hill városi rangot kapott, azonban 1925-ben a 16 szavazásra jogosult polgárból 15 a rang visszavonásáról döntött. A település épületei nem maradtak fenn.

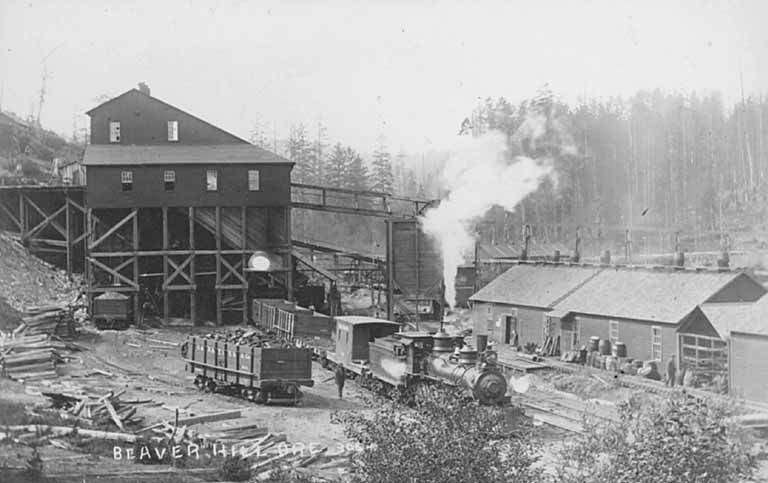
Ércszállító mozdony, Beaver Hill Szénbánya, 1912 körül

A posta 1917 és 1924 között működött. A helység Rosa Preuss tanár után hivatalosan a Preuss nevet viselte, ugyanis a posta a más települések nevére való hasonlóság miatt nem engedélyezte a Beaver Hill elnevezés használatát.

## Fordítás
- Ez a szócikk részben vagy egészben  a   Beaver Hill, Oregon című angol Wikipédia-szócikk ezen változatának fordításán alapul.  Az eredeti cikk szerkesztőit annak laptörténete sorolja fel. Ez a jelzés csupán a megfogalmazás eredetét és a szerzői jogokat jelzi, nem szolgál a cikkben szereplő információk forrásmegjelöléseként.